# Список аеропортів Бутану
Це список аеропортів Бутану. ICAO-коди для Бутану починаються з VQ.

## Карта
- Міжнародні аеропорти
- Місцеві аеропорти